# Скабински систем суђења
Скабински систем суђења (познат и као присудитељски систем, или присудитељство) је назив који се потребљава у правној теорији да означи тип суђења где у судском процесу суде судије професионалци и обични грађани заједно, и то тако што чине заједничко судско веће и заједнички одлучују о чињеничним и правним питањима одређеног случаја. По правилу, лаици су у већини у односу на судије професионалце, мада има одређених изузетака у неким земљама. Скабински систем суђења карактеристичан је за земље европско-континенталне правне традиције, али се неретко комбинује са поротним системом у зависности од висине запрећене казне у одређеном (кривичноправном) случају.

## Историјат
Скабински систем суђења настао је на прелазу из средњег у Нови век у немачким државама, пре свега Хановеру и Саксонији. Отуда потиче и име - скабини су били „градски оци“ немачких градова, у већима познатим као већа скабина и ешевана. Систем се проширио на остатак Европе, посебно у другој половини 19. века и 20. веку.

## Скабински систем суђења данас

### Србија
Учешће лаичког елемента у суђењу загарантовано је уставном одредбом из члана 142. т. 4. која гласи:
| „ | У суђењу учествују судије и судије поротници, на начин утврђен законом | ” |

Од значаја су и одредбе из тачке 5. и 6. наведног члана Устава. У тачки 5. је прописано да у одређеним судовима и у одређеним стварима може бити законом прописано да суде само судије. У тачки 6. је прописано да суд суди у већу (што је обично претпоставка учешћа и грађана у суђењу) а да изузетно може бити прописано да суди судија појединац. 
Разрада уставних одредби налази се у Законику о кривичном поступку, Закону о судијама, Закону о уређењу судова и Закону о малолетним учиниоцима кривичних дела и кривичноправној заштити малолетника.
По Законику о кривичном поступку, у првом степену судови суде у већима састављеним од двојице судија и тројице судија-поротника за кривична дела за која се по закону може изрећи казна затвора у трајању од петнаест година или тежа казна. За кривична дела за која је прописана блажа казна суд суди у већу од једног судије и двојице судија-поротника. Судија професионалац је увек председник судског већа.
У другом степену судије поротници учествују само када суд суди на претресу и тада је веће састављено од двојице судија и тројице судија-поротника. Судије поротници не учествују у трећестепеним поступцима, у поступцима по жалбама на решења у поступку, захтевима за ванредно ублажавање казне нити по захтеву за заштиту законитости. Судије поротници не учествују ни у поступцима за организовани и високотехнолошки криминал.
Поступак према малолетницима регулисан је посебним законом. Поступке према малолетницима воде посебна већа за малолетнике у првом и у другом степену. Судије-поротници учествују у првостепеном суђењу и тада је веће састављено од једног судије и двојице судија-поротника, који су по правилу различитог пола. У другом степену судије поротници учествују када се суди на претресу и тада је веће састављено од двојице судија и тројице судија-поротника. Посебно је прописано да се судије-поротници бирају из редова наставника, учитеља, васпитача и других стручних лица која имају искуство у раду са децом и младима.
Најдетаљније одредбе о судијама-поротницима налазе се у Закону о судијама. По овом закону, број судија и судија поротника за сваки суд одређује Народна скупштина, на предлог Високог савета правосуђа, коме је у надлежност стављено и одређивање оквирних мерила за њихов број. За судију-поротника може бити изабран српски држављанин који је навршио 26 година живота и достојан је дужности судије-поротника. При именовању води се рачуна о полу, старости, занимању и друштвеном положају кандидата, о знању, стручности и склоности ка појединим врстама судских ствари. Судија поротник именује се на пет година и може бити поново изабран.
Судију поротника именује Високи савет правосуђа, на предлог министра надлежог за правосуђе. То би у данашњим условима био министар правде Републике Србије. Пре предлагања министар прибавља мишљење суда за који се именује судија поротник. Судија поротник полаже заклетву пред председником суда за који је именован. Текст заклетва гласи: „Заклињем се својом чашћу да ћу своју дужност вршити верно уставу и закону, савесно и предано.“
Председник суда удаљује судију поротника са дужности ако је против њега покренут поступак за кривично дело због кога може бити разрешен или поступка за разрешење. Удаљење траје до окончања поступка.
Адвокати и лица која пружају правне услуге и стручне савете уз надокнаду не могу бити судије - поротници. Са дужношћу судије - поротника неспојиве су и службе, послови и поступци који су опречни достојанству и независности судије или штетни по углед суда.
Дужност судије - поротника престаје ако буде укинут суд, а дужност не престаје због навршења радног века, нити због нестручног вршења дужности изузев ако судија - поротник испуни стручне услове за судију. Поступак у коме се утврђују разлози за престанак дужности судије поротника покрећу председник суда, председник непосредног вишег суда, председник Врховног суда Србије (који неће више постојати по новој организацији правосуђа у Србији) и министар надлежан за правосуђе.
Поступак води и одлуку доноси Високи савет правосуђа. Судији-поротнику не може бити изречена мера упозорења и мера уклањања из суда.
Судија поротник има право на накнаду трошкова насталих на дужности, накнаду за изгубљену зараду и право на награду. Услове и висину накнаде и награде прописује Високи савет правосуђа.
Сва остала питања везана за судије-поротнике регулишу се применом одредаба о судијама професионалцима.
Закон о уређењу судова предвиђа да кандидате за судије - поротнике бира седница свих судија. Позивање и распоређивање судија-поротника спада у послове судске управе и детаљније се регулише судским пословником. Судском управом руководи председник суда. Сваки судија - поротник, као и судије и запослени у суду има лични лист који се води у министарству надлежном за правосуђе.
Лични лист судије поротника и запосленог садржи име и презиме, податке о рођењу, националности, пребивалишту, завршеној школи, звању или занимању, оценама рада, кретању у служби, знању страних језика и друге податке које пропише министар надлежан за правосуђе.

### Француска
Француска је до велике буржоаске револуције представљала типичан пример земље са професионалним судовима и инквизиционим судским поступком. Одлуке су доносили професионалне краљеве судије, чије су пресуде у јавности најчешће оцењиване као престроге а понекад и окрутне. Напредни интелектуалци тог времена залагали су се за увођење поротног суђења по енглеском моделу.
По избијању револуције, прибегло се законодавним реформама у смеру јавности поступка и учешћа грађана у суђењу. Законима од 1791. године уведена је јавност судских поступака и поротно суђење. Класични поротни систем у француском праву обухватао је оптужну и пресуђујућу пороту. Оптужна је одлучивала о ваљаности оптужнице, а пресуђујућа је имала задатак да одговори на три питања. Та питања су била да ли објективно постоји радња кривичног дела, да ли је оптужени учинилац (кривично право) и да ли је дело учинио умишљајно. Гласање је било тајно, на листићима. По читању одлуке пороте, порота је доносила одлуку о казни а порота и суд су казну заједно проглашавали, уколико је то бивало потребно. Одлуку о трошковима поступка и накнади штете, као и о другим процедуралним питањима, суд је доносио сам.
Поротници су бирани са листе од две стотине грађана са пуним правима, јер у овом периоду у Француској још увек није било дошло до потпуног изједначавања правног статуса свих грађана, методом жреба, а странке су имале право на двадесет изузећа.
Временом су се указале одређене слабости поротног система, које су критиковане у француској јавности. Критике су се пре свега односиле на поводљивост пороте према вештим говорницима, могућност других манипулација, необразлагање одлука пороте и немогућност постојања правног лека на одлуку пороте. Првом реформом 1932. године одлучено је да порота и даље самостално доноси одлуку о кривици оптуженог али да одлуку о казни доносе судско веће и поротници заједно. Исто је још 1919. учињено у Белгији која је била прихватила француски систем пороте.
Главна реформа француског поротног система, чији су резултати на снази до данас, извршена је 1958. године. Француска је овом реформом у ствари усвојила европско-континентални систем суђења. Кривични суд (La cour d’assise) суди као поротни суд са девет судија-поротника (jures) и тројицом професионалних судија (la cour) од којих је један председник већа. Професионалне судије и судије-поротници заједно заседају и заједнички одлучују о свим питањима – и чињеничним и правним. Поротници се бирају са листе поротника (узорак грађана није случајан) и пред свако суђење бира их посебно судско тело жребом. 
За одлуку којом се окривљени проглашава кривим и којом се одбија признавање олакшавајућих околности потребна је већина од најмање осам гласова.
Одлука суда је правноснажна и против ње дуго није био могућ редован правни лек што је промењено 2000. године увеођењем поротног апелационог суда. У Француској је на одлуку кривичног суда која је донета учешћем пороте некада био могућ само ванредни правни лек по називом pourvoi de cassation. Овај правни лек се упућивао посебном одељењу највишег суда у Француској - Касационог суда. Одлука кривичног суда се могла побијати само због повреде закона (а не и због чињеничних питања). Када је била утврђена повреда закона, пресуда се укидала и предмет се враћао на поновно суђење.
Тако је Француска прешла пут од класичног поротног суђења енглеског типа, са можда још већим овлашћењима пороте, до класичног европско-континенталног скабинског система. Једине специфичности које су остале од традиционалне пороте су већи број судија-поротника него што је то уобичајено и, како се понегде наводи, то што поротници седе одвојено од судија, на посебним поротничким местима.

### Немачка
Учешће судија-поротника у Немачкој присутно је у више нивоа судова и у различитим бројчаним саставима већа. Највећи број случајева у којима учествују судије-поротници решавају се пред нижим, основним судовима (немачки назив Amtsgerichte) и то у две врсте случајева. Слично решењу које је усвојено у српском праву поступци према пунолетним и малолетним окривљенима су одвојени.
У поступку према пунолетнима учешће судија-поротника, тачније тело које формирају поротници (иако се оно формално не издваја, већ је у саставу судског већа) назива се традиционалним немачким називом Schöffengericht и чине га двојица судија-поротника, који уз још једног професионалног судију чине судско веће. Веће у овом саставу надлежно је за случајеве у којима може бити изречена казна до четири године затвора. Случајеве у којима може бити изречена казна до две године може судити судија појединац. Како се наводи у литератури, циљ учешћа судија-поротника у овим случајевима је обезбеђивање учешћа јавности у поступку. Ситуација је нешто другачија у случају поступка према малолетницима.
Састав судског већа у поступцима према малолетницима истоветан је, само што се у овим случајевима судије-поротници називају Jugendschöffengericht. Надлежност судских већа је у случајевима када може бити изречена казна до пет година затвора. У погледу избора судија-поротника, тежи се томе да судије-поротници у овим случајевима својим образовањем и искуством (наставници, васпитачи, соција-лни радници) могу да допринесу квалитетнијем вођењу поступка.
Немачко право допушта и могућност да у одређеним случајевима судском већу буде додат још један професионални судија (такво веће се назива Erweitertes Schöffengericht), али су такви случајеви у пракси ретки.
Састав већа је исти и код нижих одељења (Kleine Strafkammer) окружних судова (Landgericht). Виша одељења (Große Strafkammer) карактеришу већа састављена од тројице професионалних судија и двојице судија-поротника, уз евентуалну могућност да у већу буде један професионални судија мање. С обзиром да се у случајевима пред овим судовима предоминатно јављају правна питања, учешће судија-поротника се често своди на процедурално.
Номиновање судија-поротника врше различити субјекти – политичке партије, црквене заједнице, фирме, административни органи и удружења грађана. Одабир врши посебни комитет – Schöffenwahlausschuß.

### Остале земље скабинског система
Скабински или присудитељски систем данас се примењује у највећем броју европских земаља. Овакав систем увођен је на основу немачког система, као што је то био случај у Швајцарској (1928) и Аустрији (1934), које су и иначе део германског правног круга.
У земљама које су некада биле у саставу СФРЈ, задржан је сличан систем учешћа грађана у суђењу. У хрватском праву за случајеве у којима се може изрећи казна затвора до три године суди судија појединац. У случајевима где се може изрећи казна између три и десет година, суди веће окружних судова у саставу од једног судије професионалца и двојице судије-поротника. Случајеви где је запрећена казна између десет и петнаест година суди веће у истом саставу, али регионалног – жупанијског суда. Случајеве у којима је запрећена казна од петнаест година суди веће у саставу од двојице судије професионалаца и тројице судија-поротника.
Занимљиво решење постоје у земљама где су паралелно у употреби и мешовити судови и поротно суђење, што зависи од тежине случајева. У тим земљама поротно суђење је релативно ретко у пракси. На пример у Данској где се мешовита судска већа у првом степену састоје од једног судије професионалца и двојице судија-поротника, а у другом од тројице судије професионалаца и тројице судија-поротника. У случају поротног суђења постоји веће од тројице судија и дванаест поротника. Слично решење постоји и у Норвешкој где се поротно суђење јавља искључиво у другостепеном поступку у тежим случајевима. У Белгији највећи број случајева бива изнесен пред професионалног судију и мешовита већа, а порота се практично јавља само у случајевима где је запрећена казна изнад двадесет година. Већи број судија-поротника у првом степену је присутан у Финској где поред судије професионалца у већу седи и тројица судија-поротника, што је иначе остатак дуге финске традиције лаичких судова у руралним пределима.
Специфично решење постоји у Шпанији, где на најнижем нивоу судова, који се називају мировни, суде судије појединци лаици. Надлежност ових судова је ограничена на дела мањег значаја. У свим осталим судовима надлежним за кривична дела присутни су искључиво судије професионалци. Слично је и у Аргентини, где се суђењем баве искључиво професионалне судије по правилима строго инквизиционог кривичног поступка.
Скабински систем био је и прихваћен у Совјетском Савезу и у другим земљама под совјетским утицајем. Такав систем остао је углавном и после распада СССР у тим земљама, али требало би напоменути да је у Русији дошло до поновног увођења пороте у кривичним случајевима.
Као значајну ваневропску земљу у којој је присутан скабински систем суђења требало би истаћи Народну републику Кину. Поред случајевима у којима надлежност има судија појединац, у великом броју случајева првостепену надлежност имају судска већа. У саставу тих судских већа, у различитим сразмерама, присутни су и судије-поротници, који се у кинеској правној терминологији називају “народни просудитељи”. Судије-поротници морају бити старији од 23 године и имати активно и пасивно бирачко право .
У Јапану је учешће лаичког елемента у суђењу први пут уведено 1923. године, али није често коришћено у пракси. Примена таквих суђења званично је суспендована, али не и укинута, 1943. године и такво стање је потрајало до краја двадесетог века. Јапанска Диета (законодавно тело) је 2004. године одлучила да се грађанима опет омогући учешће у кривичним суђењима за одређена тешка кривична дела. Судије поротници се називају Саибан-ин и одлучују заједно са професионалним судијама и о кривици и о казни. У компликованијим случајевима суди судско веће састављено од тројице судија професионалаца и шест Саибан-ина а у мање компликованим веће од једног судије професионалца и четири Саибан-ина. Овај систем ће бити уведен у праксу од маја 2009. године .
Требало би истаћи да у земљама шеријатског система права не постоји учешће лаичког елемента у суђењу. У складу са исламском правном традицијом, у ко-ој се суђење поверавало мудрим, искусним и образованим судијама, суђење се и данас поверава професионалним судијама. Исто решење било је присутно и у предратним шеријатским судовима у Југославији, где су судиле искључиво професионалне судије.